# Siergiej Sowkow
Siergiej Michajłowicz Sowkow (ur. 25 kwietnia 1972 w Kysztymie) – rosyjski malarz, rysownik i grafik.
Ukończył studia artystyczne na uniwersytecie w Togliatti, od 1997 jest wykładowcą malarstwa i kompozycji na Wydziale Sztuk Pięknych na macierzystej uczelni. W 2003 ukończył kursy uzupełniające w Instytucie im. Ilji Riepina przy Akademii Sztuk Pięknych w Sankt Petersburgu, trzy lata później został członkiem Związku Artystów Rosji. Obrazy jego autorstwa znajdują się w muzeum w Togliatti oraz prywatnych kolekcjach w Rosji, Włoszech, Szwajcarii i w Stanach Zjednoczonych.
Twórczość Siergieja Sowkowa obejmuje malarstwo olejne i akwarele, ich tematyka jest różnorodna, maluje pejzaże, kompozycje kwiatowe, ale przede wszystkim postacie mężczyzn. Jest znanym i cenionym twórcą męskich aktów nacechowanych homoseksualnie. Malowane przez Sowkowa postacie są przedstawiane realistycznie, ale jest to ujęcie artystyczne i nie można ich klasyfikować jako pornografii.